# Parcul Natural Văcărești
Lacul Văcărești este un lac antropic aflat în cartierul Văcărești din București, sectorul 4, cu o suprafață de 189 ha, cuprins între Calea Văcărești, Șoseaua Olteniței, Șoseaua Vitan-Bârzești și Splaiul Dâmboviței (între târgul auto de la Vitan și podul de la fostul Abator).

## Construcție
Lacul Văcărești din București a fost conceput ca parte a amenajării complexe a râului Dâmbovița. Ca și Lacul Morii, care însă a fost finalizat, Lacul Văcărești trebuia să facă parte din sistemul hidrologic de apărare a Bucureștiului împotriva inundațiilor. Lucrările au început în anul 1986, ocazie cu care a fost demolată și Mănăstirea Văcărești, dar au fost sistate după 1989, astfel că, în prezent, a rămas unul din marile proiecte neterminate ale perioadei comuniste. 
Lacul Văcărești a fost umplut o singură dată cu apă din Dâmbovița. Costurile pentru pomparea apei sunt foarte mari și, prin urmare, această soluție de aducere a apei din Dâmbovița este neviabilă. Soluția tehnică ar fi ca apa să fie adusă gravitațional din râul Argeș, de la 27 de km de București, via Lacul Mihăilești. Acest lac de acumulare se află la 14 km în sud-vestul Bucureștiului pe șoseaua București–Alexandria, la intrare în localitatea Mihăilești. Are o lungime de 8 km, o lățime maximă de 3 km și adâncimea maximă de 22 metri. În acest scop, au fost realizați 14 km de canal însă, după abandonarea lucrărilor, nu se preconizează investiții pentru restul de 13 km.

## Situația juridică a terenului
Prin decretul nr. 143 din mai 1988 semnat de Nicolae Ceauseșcu se decidea începerea lucrărilor în zona "Amenajare Lac Vacărești", iar la art. 16 a decretului se preciza că situația juridică a terenurilor va fi reglementată ulterior printr-un alt act normativ. Câtorva sute de familii li s-au demolat casele, li s-a luat terenul și s-a construit fără acte legale digul care înconjoară lacul. În decembrie 1989, deși casele fuseseră demolate, documentația de expropriere încă nu fusese aprobată de Nicolae Ceauseșcu.
Prin adresa nr. 471/21.02.1994, OCOT București confirma că în lucrarea de cadastru funciar sunt înregistrați ca posesori C.A.P. Popești Leordeni cu 189,45 ha și proprietăți individuale 28,78 ha.

## Intenții de valorificare după 1989
Imediat după alegerile din 2000, Tony Mikhael, cetățean australian de origine libaneză, a propus guvernului PSD condus de Adrian Năstase construirea unui complex de agrement pe cuva lacului Văcărești, care urma să reunească un hipodrom, un teren de golf, un centru de conferințe, un centru expozițional, un hotel, o zonă rezidențială și câteva cazinouri. După doi ani de "tras sfori" printre membrii guvernului Năstase, în octombrie 2002, Tony Mikhael câștiga licitația pentru proiect, iar la 23 ianuarie 2003 încheia contractul de concesiune a terenului, pe 49 de ani, redevența, de numai 0,28 dolari/mp/an, urmând să se plătească începând cu al patrulea an de la data semnării contractului, în ciuda faptului că, pentru terenurile din zona Văcărești, foștii proprietari intentaseră deja statului peste 100 de procese, multe dintre acestea ajungând și la Curtea Internațională de Justiție.
Proiectul nu s-a materializat, dar situația juridică a terenului a rămas în continuare neclarificată. Prin HG nr. 385/27 mai/2015, Statul Român redevine proprietar și administrator al zonei în condițiile în care firma SC Royal Romanian Corporation  SA deținută de Tony Michael nu și-a îndeplinit obligațiile contractuale, astfel că a intervenit rezilierea contractului, în conformitate cu prevederile statuate la art. XII din contractul de concesiune.  

## Evoluția în timp

Coperta revistei national Geographic Romania, cu titlul "Delta dintre blocuri", cu imagini realizate de fotograful Helmut Ignat, referitoare la lacul Văcărești din București

În cei peste 20 de ani cât a fost neglijată, zona Lacului Văcărești a fost recucerită de natură. Locul, cunoscut în prezent și ca "Groapa Văcărești", este alimentat de izvoare subterane, care au permis creșterea unei vegetații diverse și a unor viețuitoare, ca păsări (inițial, 94 de specii), între care stârci, egrete, cormorani, pescăruși, lebede, lișițe, rațe sălbatice, muscarul negru, animale acvatice ca șerpi de apă, tritoni, dar și vulpi, iepuri, vidre și bizami, care supraviețuiesc într-un ecosistem stabil. În anul 2014, au fost fotografiate mai multe exemplare de vidră de râu (Lutra lutra) specie protejată. Prezența acestui mamifer la Văcărești este un indicator al sănătății ecosistemului. 
Fotograful Helmut Ignat a publicat, în ediția în limba română a revistei National Geographic, nr. 109, din mai 2012, p. 41, o serie de fotografii reprezentând păsări sălbatice (rațe, lișițe, lebede, gâște), și mamifere (vidre, dihori, bizami, vulpi) care s-au stabilit în acest ecosistem specific unei delte.
În timpul migrațiilor de primăvară și toamnă, zona joacă un rol deosebit de important pentru o serie de specii de păsări migratoare rare. Pe tot parcursul anului se braconează specii de păsări cântătoare, protejate de legislația autohtonă și europeană. În martie 2013, autoritățile au reușit să recupereze de la braconieri câțiva sticleți, o cinteză și un florinte. Deși nu sunt păsări pe cale de dispariție, ele sunt totuși protejate de lege.

## Organizarea Parcului Natural
La 5 iunie 2012, când se sărbătorea Ziua Mondială a Mediului, ministrul mediului Rovana Plumb a vizitat zona Lacului Văcărești, considerată a fi "Delta Capitalei", împreună cu ambasadorul Argentinei în România, Claudio Perez Paladino, însoțită și de reprezentanți ai ONG-urilor de protecție a mediului. Cu această ocazie, ambasadorul Argentinei în România a prezentat proiectul unei zone similare din Buenos Aires, Costanera Sur, care a fost declarată arie protejată.
Locuri asemănătoare se află și la Londra, Berlin sau Chicago. În Praga există 88 de arii protejate. La rândul său, Ministrul Mediului, Rovana Plumb, a declarat că Lacul Văcărești va fi declarat și el arie urbană protejată, sau rezervație naturală,
întrucât aici au fost identificate deja peste 90 de specii de păsări rare, și a precizat că, peste câțiva ani, zona ar putea deveni loc de agrement, unde bucureștenii să poată găsi o oază de aer curat. Oricum, perimetrul lacului nu mai poate fi folosit pentru construcții, cum se intenționa, deoarece fundul său este o mlaștină.
Ca urmare, a fost inițiată o comisie de specialiști formată din academicieni, profesori universitari, experți în domeniu etc., care au început să lucreze la elaborarea Studiului de fundamentare științifică, în vederea demonstrării importanței acestei zone, pentru ca ea să poată primi statutul de arie protejată conform reglementărilor legale. Totodată s-a creat un grup de inițiativă pentru înființarea Parcului Natural Văcărești alcătuit din Asociația Salvați Dunărea și Delta, Kogayon, Ecopolis, National Geographic. Până în anul următor, toată documentația necesară, împreună cu Studiul de fundamentare științifică, au parcurs mare parte din etapele prevăzute în lege, deponentul lor fiind Asociația Salvați Dunărea și Delta. La 3 iunie 2013, documentația a primit avizul Comisiei de Monumente a Academiei Române, urmând ca aceasta să ajungă la Primăria Sectorului 4 și apoi la minister.
După un an, în cadrul unei conferințe de presă organizate la 5 iunie 2013 în zona lacului Văcărești, tot cu ocazia Zilei Mondiale a Mediului, Ministrul Mediului și Pădurilor, Rovana Plumb, a declarat că instituția pe care o conduce va întreprinde toate demersurile legale pentru desemnarea acestui spațiu drept arie naturală protejată, deoarece, spunea ea, „Zona Lacului Văcărești a fost recucerită de natură. Noi vrem să ne asigurăm că natura este repusă în drepturi, dar în același timp să reparăm și să protejăm, pentru ca acest loc să devină o destinație turistică a Bucureștiului și a României”.
Încă un an mai târziu, la începutul lunii iunie 2014, Ministerul Mediului și Schimbărilor Climatice a inițiat o dezbatere publică asupra Hotărârii de Guvern care instituie regimul de protecție (parc natural - categoria V IUCN) la Văcărești.
.
Zona a primit în unanimitate Avizul Consiliul General al Municipiului București, la data de 28 mai 2015 — pas obligatoriu în vederea declarării sale ca parc natural de către Guvern.
La începutul anului 2015, reprezentanții Grupului de inițiativă pentru înființarea Parcului Natural Văcărești au fondat Asociația Parcul Natural Văcărești. Membrii fondatori sunt: Helmut Ignat, Cristian Lascu, Florin Stoican, Dan Bărbulescu. Eforturile lor sunt sprijinite de alpinistul Alex Găvan precum și de o serie de presonalități, instituții publice sau companii. Asociația a preluat demersurile de înființare a Parcului Natural Văcărești. La solicitarea Ministerului Mediului Apelor și Pădurilor, reprezentanții asociației au redepus în septembrie 2015 dosarul final de înființare a ariei naturale protejate.
Prin Hotărârea de Guvern nr. 349/2016, publicată în Monitorul Oficial nr. 371 din 13 mai 2016, s-a declarat zona naturală „Acumulare Văcărești” ca parc natural, cu denumirea „Parcul Natural Văcărești” și s-a instituit regimul de arie naturală protejată pentru zona naturală „Acumulare Văcărești”, acesta devenind primul parc natural urban din România și prima arie naturală protejată din municipiul București.
În noiembrie 2020, noul primar al capitalei, Nicușor Dan a anunțat amenajarea Parcului Natural Văcărești și a Lacului Morii în parteneriat cu Guvernul României și Ministerul Mediului.

## Incendii repetate
- În iulie 2016, în mai puțin de două săptămâni mai multe incendii au mistuit în total cam 25.000 de metri pătrați de vegetație. [24]
- În august 2017 Delta Văcărești a ars din nou, aproximativ 3.000 de metri pătrați au fost inițial afectați de flăcări.[25]
- La 24 februarie 2020 a avut loc un incendiu de vegetație care s-a întins pe o suprafață de peste 50 de ha. Au ars întinderi mari de stuf, arbuști și vegetație uscată. Au fost afectați peste o sută de arbori. Din fericire, incendiul s-a produs în afara perioadei de migrație și cuibărire a păsărilor și pe timpul hibernării animalelor sedentare, astfel că impactul asupra faunei parcului este minim. Infrastructura de vizitare a parcului a fost afectată parțial însă elementele principale: foișoarele de observare, nu au fost afectate semnificativ de incendiu. Nu au fost victime umane.[26]